# Porslinssnäckor
Porslinssnäckor (Cypraeidae) är en familj av havslevande snäckor.
Porslinssnäckorna har ett långsträckt, ovalt skal, inrullat så att de papperstunna inre vindlingarna helt täcks av den tjocka porslinslika yttre vindlingen. Skalmynningen är långsträckt och urnupen i bägge ändar. De har veckade skalläppar, kort huvud, snabeln instjälpbar från spetsen, radulan lång med sju tänder, foten är bred med manteln utbredd åt bägge sidor, så att den kan täcka skalet helt eller nästan helt.
Till släktet hör bland annat tigersnäckan (Cypraea tigris) och de som mynt med mera använda kaurisnäckorna, den som prydnad på Korea använda äggsnäckan (Volva habei, synonym: Ovulum volva). 
Porslinssnäckor förekommer främst i varma hav och gruppen mycket artrik. Fossila arter är kända sedan krita.

## Släkten i urval
Släkten i familjen inkluderat bland annat:
- Cypraea
- Erosaria
- Macrocypraea
- Propustularia
- Talparia
- Zonaria
- Mauritia